# Subotica Podravska
Subotica Podravska es una localidad de Croacia en el municipio de Rasinja, condado de Koprivnica-Križevci.

## Geografía
Se encuentra a una altitud de 164 m s. n. m. a 111 km de la capital nacional, Zagreb.

## Demografía
En el censo 2011, el total de población de la localidad fue de 510 habitantes.
| Gráfica de población de Subotica Podravska 1857-2011                |
|                                                                     |
| Según los censos de población de la oficina estadística de Croacia. |